# Domenico Comparetti

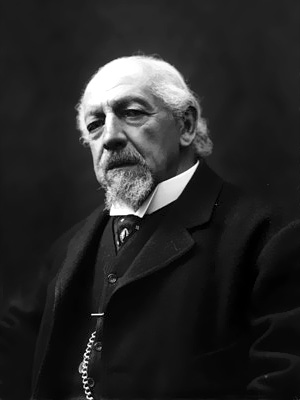
Domenico Comparetti

Domenico Comparetti (* 27. Juni 1835 in Rom; † 20. Januar 1927 in Florenz) war ein italienischer Klassischer Philologe, Papyrologe und Volkskundler.

## Leben
Domenico Comparetti studierte bis 1855 Naturwissenschaften und Mathematik an der Universität La Sapienza in Rom und arbeitete anschließend in der Apotheke seines Onkels. In seiner Freizeit, vor allem nachts, beschäftigte er sich intensiv mit verschiedenen Fremdsprachen. Er brachte sich selbst durch Lektüre und Gespräche mit Muttersprachlern Alt- und Neugriechisch, Latein, Französisch, Deutsch und Englisch bei und eignete sich auch Kenntnisse im Arabischen und Türkischen sowie in ägyptischen Hieroglyphen an.
Obwohl Autodidakt, gelang es Comparetti bald, in der akademischen Welt Fuß zu fassen: Er veröffentlichte in den 1850er Jahren einige textkritische Studien zu dem attischen Redner Hypereides, dessen Reden einige Jahre zuvor durch einen Papyrusfund neuen Zuwachs erhalten hatten. Comparetti bereitete eine Neuedition vor, deren erste Probe 1858 in der Zeitschrift Rheinisches Museum für Philologie erschien. 1859 wurde Comparetti als Professor der Griechischen Sprache an die Universität Pisa berufen. 1872 wechselte er an die Universität Florenz. 1891 wurde er zum Senator des Königreichs Italien ernannt.
Ins Zentrum von Comparettis Forschungsarbeit rückt die Tradition und Rezeption der Antike sowie die vergleichende Mythenforschung. Sein Buch Virgilio nel media evo („Vergil im Mittelalter“), in dem er die biographische und literarische Tradition zu Vergil ausführlich darstellte und analysierte, gilt seit seinem ersten Erscheinen (1876) als Standardwerk und wurde ins Deutsche und Englische übersetzt. Freilich hatte Comparetti im Ausland Kritiker, ganz besonders Theodor Mommsen. Dennoch erfuhr er internationale Anerkennung und war Mitglied vieler wissenschaftlicher Gesellschaften, darunter die Accademia Nazionale dei Lincei (1875), die Bayerische Akademie der Wissenschaften (korrespondierendes Mitglied 1879), die Königlich Dänische Akademie der Wissenschaften (korrespondierendes Mitglied 1893), die Akademie der Wissenschaften zu Wien (korrespondierendes Mitglied 1896), die Académie des Inscriptions et Belles-Lettres (auswärtiges Mitglied 1896), die Russische Akademie der Wissenschaften (korrespondierendes Mitglied 1908) und die British Academy (korrespondierendes Mitglied 1916). Das Deutsche Archäologische Institut ernannte ihn 1858 zum korrespondierenden und 1904 zum ordentlichen Mitglied, die Deutsche Morgenländische Gesellschaft ernannte ihn 1869 zum ordentlichen Mitglied. 1906 verlieh die University of Oxford ihm den Titel D. Litt. ehrenhalber, die Society for the Promotion of Hellenic Studies ernannte ihn zum Ehrenmitglied.

## Schriften (Auswahl)
- Il discorso d’Iperide in favore d'Euxenippo scoperto in Egitto e pubblicato in Inghilterra nel 1853, ora per la prima volta riprodotto in Italia con un discorso critico e schiarimenti da Domenico Comparetti. Pisa 1861
- Il discorso d’Iperide pei morti nella guerra Lamiaca. Pisa 1864
- Intorno al Libro dei sette Savj di Roma. Pisa 1865
- Saggi dei dialetti greci dell’ Italia meridionale. Pisa 1866
- Edipo e la mitologia comparata. Pisa 1867
- Ricerche intorno al libro di Sindibâd. Mailand 1869
  - Englische Übersetzung: Researches Respecting the Book of Sindibâd. London 1882
- Virgilio nel media evo. Livorno 1872. 2. Auflage in zwei Bänden, Florenz 1896
  - Deutsche Übersetzung: Vergil im Mittelalter. Leipzig 1875
  - Englische Übersetzung: Vergil in the Middle Ages. London 1895. 2. Auflage 1908
- Sull’autenticità della epistola ovidiana di Saffo a Faone e sul valore di essa per le questioni Saffiche. Florenz 1876
- Iscrizioni greche di Olimpia e di Ithaka. Rom 1881
- Il Kalevala; o, la poesia tradizionale dei Finni. Studio storico-critico suile origini delle grandi epopee nazionale. Rom 1891
  - Deutsche Übersetzung: Der Kalewala, oder: Die traditionelle Poesie der Finnen. Halle 1892
  - Englische Übersetzung: The Traditional Poetry of the Finns. London 1898
- Le leggi di Gortyna e le altre iscrizioni arcaiche Cretesi. Mailand 1893 (Monumenti Antichi 3)
- Procopio di Cesarea, La Guerra Gotica. Testo greco emendato sui manoscritti, con traduzione italiana. Drei Bände, Rom 1895–1898 (Fonti per la storia d'Italia 23–25)
- Homeri Ilias cum scholiis. Codex Venetus A Marcianus 454 phototypice editus. Leiden 1901
- Giovanni Pugliese Carratelli (Herausgeber): Poesia e pensiero del mondo antico. Neapel 1944 (gesammelte Schriften)